# Orca瀏覽器
Orca瀏覽器是由開發Avant瀏覽器的Avant團隊發布的一款免費網頁瀏覽器，Orca瀏覽器與Avant瀏覽器不同的是Orca瀏覽器使用開放源碼的網頁排版引擎Gecko（與Firefox相同），而Avant瀏覽器則使用Trident為内核的網頁瀏覽器。在2009年7月15日，Avant發布了Orca 1.2的測試版並升級為Gecko 1.9.1引擎，即Firefox 3.5系列排版引擎。

## 另見
- Avant浏览器